# Giro di Polonia 2007
Il Giro di Polonia 2007, sessantaquattresima edizione della corsa, si svolse in sette tappe dal 9 al 14 settembre 2007 per un percorso totale di 1237,1 km. Fu vinto dal belga Johan Vansummeren, che terminò la gara in 30h52'11".

## Tappe
| Tappa  | Data         | Percorso                   | km      | Vincitore di tappa | Leader cl. generale |
| ------ | ------------ | -------------------------- | ------- | ------------------ | ------------------- |
| 1ª     | 9 settembre  | Varsavia (cron. a squadre) | 3       | Lampre-Fondital    | Roberto Longo       |
| 2ª     | 10 settembre | Płock > Olsztyn            | 203,6   | Graeme Brown       | Graeme Brown        |
| 3ª     | 11 settembre | Ostróda > Danzica          | 192,2   | David Kopp         | Wouter Weylandt     |
| 4ª     | 12 settembre | Chojnice > Poznań          | 242,3   | Danilo Napolitano  | Danilo Napolitano   |
| 5ª     | 13 settembre | Września > Świdnica        | 255,7   | Murilo Fischer     | Danilo Napolitano   |
| 6ª     | 14 settembre | Dzierżoniów > Jelenia Góra | 181,2   | Filippo Pozzato    | Murilo Fischer      |
| 7ª     | 15 settembre | Jelenia Góra > Karpacz     | 147,7   | Johan Vansummeren  | Johan Vansummeren   |
| Totale | Totale       | Totale                     | 1 237,1 |                    |                     |

## Squadre partecipanti
Le 21 squadre partecipanti alla gara furono:
| N.      | Cod. | Squadra               |
| ------- | ---- | --------------------- |
| 1-8     | GST  | Gerolsteiner          |
| 11-18   | CSC  | Team CSC              |
| 21-28   | LIQ  | Liquigas              |
| 31-38   | AST  | Astana                |
| 41-48   | DSC  | Discovery Channel     |
| 51-58   | A2R  | AG2R Prévoyance       |
| 61-68   | SDV  | Saunier Duval-Prodir  |
| 71-78   | GCE  | Caisse d'Epargne      |
| 81-88   | RAB  | Rabobank              |
| 91-98   | QSI  | Quick Step-Innergetic |
| 101-108 | PRL  | Predictor-Lotto       |

| N.      | Cod. | Squadra            |
| ------- | ---- | ------------------ |
| 111-118 | TMO  | T-Mobile Team      |
| 121-128 | LAM  | Lampre-Fondital    |
| 131-138 | C.A  | Crédit Agricole    |
| 141-148 | BTL  | Bouygues Télécom   |
| 151-158 | COF  | Cofidis            |
| 161-168 | FDJ  | Française des Jeux |
| 171-178 | EUS  | Euskaltel-Euskadi  |
| 181-188 | UNT  | Unibet.com         |
| 191-198 | MRM  | Team Milram        |
| 201-208 | FLM  | Ceramica Flaminia  |
| 211-218 | INT  | Action-Uniqa       |

## Dettagli delle tappe

### 1ª tappa
- 9 settembre: Varsavia – Cronometro individuale – 3 km

Risultati
| Pos. | Squadra         | Tempo |
| ---- | --------------- | ----- |
| 1    | Lampre-Fondital | 3'36" |
| 2    | T-Mobile Team   | a 2"  |
| 3    | Astana          | a 8"  |

| Pos. | Corridore     | Squadra | Tempo |
| ---- | ------------- | ------- | ----- |
| 1    | Roberto Longo | Lampre  | 3'36" |
| 2    | Fabio Baldato | Lampre  | s.t.  |
| 3    | Daniele Righi | Lampre  | s.t.  |

### 2ª tappa
- 10 settembre: Płońsk > Olsztyn – 202,4 km

Risultati
| Pos. | Corridore       | Squadra       | Tempo    |
| ---- | --------------- | ------------- | -------- |
| 1    | Graeme Brown    | Rabobank      | 4h50'46" |
| 2    | Wouter Weylandt | Quick Step    | s.t.     |
| 3    | Saïd Haddou     | Bouygues Tél. | s.t.     |

| Pos. | Corridore       | Squadra       | Tempo    |
| ---- | --------------- | ------------- | -------- |
| 1    | Graeme Brown    | Rabobank      | 4h50'36" |
| 2    | Wouter Weylandt | Quick Step    | a 3"     |
| 3    | Saïd Haddou     | Bouygues Tél. | a 6"     |

### 3ª tappa
- 11 settembre: Ostróda > Danzica – 192,2 km

Risultati
| Pos. | Corridore          | Squadra      | Tempo    |
| ---- | ------------------ | ------------ | -------- |
| 1    | David Kopp         | Gerolsteiner | 4h45'22" |
| 2    | José Joaquín Rojas | C. d'Epargne | s.t.     |
| 3    | Wouter Weylandt    | Quick Step   | s.t.     |

| Pos. | Corridore       | Squadra      | Tempo    |
| ---- | --------------- | ------------ | -------- |
| 1    | Wouter Weylandt | Quick Step   | 9h35'57" |
| 2    | David Kopp      | Geroslteiner | a 1"     |
| 3    | Graeme Brown    | Rabobank     | a 1"     |

### 4ª tappa
- 12 settembre: Chojnice > Poznań – 242,3 km

Risultati
| Pos. | Corridore         | Squadra       | Tempo    |
| ---- | ----------------- | ------------- | -------- |
| 1    | Danilo Napolitano | Lampre        | 5h47'03" |
| 2    | Tomas Vaitkus     | Discovery Ch. | s.t.     |
| 3    | Robert Förster    | Gerolsteiner  | s.t.     |

| Pos. | Corridore         | Squadra    | Tempo     |
| ---- | ----------------- | ---------- | --------- |
| 1    | Danilo Napolitano | Lampre     | 15h22'57" |
| 2    | Wouter Weylandt   | Quick Step | a 2"      |
| 3    | Graeme Brown      | Rabobank   | a 4"      |

### 5ª tappa
- 13 settembre: Września > Świdnica – 255,7 km

Risultati
| Pos. | Corridore         | Squadra    | Tempo    |
| ---- | ----------------- | ---------- | -------- |
| 1    | Murilo Fischer    | Liquigas   | 6h44'24" |
| 2    | Danilo Napolitano | Lampre     | s.t.     |
| 3    | Wouter Weylandt   | Quick Step | s.t.     |

| Pos. | Corridore         | Squadra    | Tempo     |
| ---- | ----------------- | ---------- | --------- |
| 1    | Danilo Napolitano | Lampre     | 22h07'15" |
| 2    | Murilo Fischer    | Liquigas   | a 1"      |
| 3    | Wouter Weylandt   | Quick Step | a 4"      |

### 6ª tappa
- 14 settembre: Dzierżoniów > Jelenia Góra – 181,2 km

Risultati
| Pos. | Corridore          | Squadra       | Tempo    |
| ---- | ------------------ | ------------- | -------- |
| 1    | Filippo Pozzato    | Liquigas      | 4h47'48" |
| 2    | José Joaquín Rojas | C. d'Epargne  | s.t.     |
| 3    | Marcus Burghardt   | T-Mobile Team | s.t.     |

| Pos. | Corridore          | Squadra      | Tempo     |
| ---- | ------------------ | ------------ | --------- |
| 1    | Murilo Fischer     | Liquigas     | 26h55'04" |
| 2    | José Joaquín Rojas | C. d'Epargne | a 7"      |
| 3    | David Kopp         | GST          | a 9"      |

### 7ª tappa
- 15 settembre: Jelenia Góra > Karpacz – 147,7 km

Risultati
| Pos. | Corridore         | Squadra       | Tempo    |
| ---- | ----------------- | ------------- | -------- |
| 1    | Johan Vansummeren | Predictor     | 3h56'58" |
| 2    | Robert Gesink     | Rabobank      | a 23"    |
| 3    | Kim Kirchen       | T-Mobile Team | a 32"    |

| Pos. | Corridore         | Squadra       | Tempo     |
| ---- | ----------------- | ------------- | --------- |
| 1    | Johan Vansummeren | Predictor     | 30h52'11" |
| 2    | Robert Gesink     | Rabobank      | a 27"     |
| 3    | Kim Kirchen       | T-Mobile Team | a 38"     |

## Evoluzione delle classifiche
| Tappa              | Vincitore          | Classifica generale Maglia gialla | Classifica a punti Maglia blu marino | Classifica scalatori Maglia verde | Classifica sprint Maglia rossa | Classifica a squadre |
| ------------------ | ------------------ | --------------------------------- | ------------------------------------ | --------------------------------- | ------------------------------ | -------------------- |
| 1ª                 | Lampre-Fondital    | Roberto Longo                     | non assegnata                        | non assegnata                     | non assegnata                  | Lampre-Fondital      |
| 2ª                 | Graeme Brown       | Graeme Brown                      | Graeme Brown                         | non assegnata                     | Łukasz Bodnar                  | DEUolsteiner         |
| 3ª                 | David Kopp         | Wouter Weylandt                   | David Kopp                           | Nicolas Rousseau                  | Łukasz Bodnar                  | DEUolsteiner         |
| 4ª                 | Danilo Napolitano  | Danilo Napolitano                 | José Joaquín Rojas                   | Murilo Fischer                    | Łukasz Bodnar                  | DEUolsteiner         |
| 5ª                 | Murilo Fischer     | Danilo Napolitano                 | Danilo Napolitano                    | Murilo Fischer                    | Łukasz Bodnar                  | Lampre-Fondital      |
| 6ª                 | Filippo Pozzato    | Murilo Fischer                    | José Joaquín Rojas                   | Yoann Le Boulanger                | Łukasz Bodnar                  | DEUolsteiner         |
| 7ª                 | Johan Vansummeren  | Johan Vansummeren                 | José Joaquín Rojas                   | Yoann Le Boulanger                | Łukasz Bodnar                  | Team CSC             |
| Classifiche finali | Classifiche finali | Johan Vansummeren                 | José Joaquín Rojas                   | Yoann Le Boulanger                | Łukasz Bodnar                  | Team CSC             |

## Classifiche finali

### Classifica generale - Maglia gialla
| Pos. | Corridore          | Squadra          | Tempo     |
| ---- | ------------------ | ---------------- | --------- |
| 1    | Johan Vansummeren  | Predictor        | 30h52'11" |
| 2    | Robert Gesink      | Rabobank         | a 27"     |
| 3    | Kim Kirchen        | T-Mobile Team    | a 38"     |
| 4    | Fabian Wegmann     | Gerolsteiner     | a 39"     |
| 5    | Alessandro Ballan  | Lampre           | a 44"     |
| 6    | Pablo Lastras      | Caisse d'Epargne | s.t.      |
| 7    | Fränk Schleck      | Team CSC         | s.t.      |
| 8    | Danilo Di Luca     | Liquigas         | s.t.      |
| 9    | José Joaquín Rojas | Caisse d'Epargne | a 47"     |
| 10   | Thomas Voeckler    | Bouygues Tél.    | a 52"     |

### Classifica a punti - Maglia blu marino
| Pos. | Corridore          | Squadra   | Punti |
| ---- | ------------------ | --------- | ----- |
| 1    | José Joaquín Rojas | GCE       | 91    |
| 2    | Michajlo Chalilov  | FLM       | 42    |
| 3    | Murilo Fischer     | Liquigas  | 40    |
| 4    | Alessandro Ballan  | Lampre    | 39    |
| 5    | Johan Vansummeren  | Predictor | 30    |

### Classifica scalatori - Maglia verde
| Pos. | Corridore          | Squadra       | Punti |
| ---- | ------------------ | ------------- | ----- |
| 1    | Yoann Le Boulanger | BTL           | 61    |
| 2    | Marzio Bruseghin   | Lampre        | 50    |
| 3    | Marco Pinotti      | T-Mobile Team | 31    |
| 4    | Giovanni Visconti  | Quick Step    | 29    |
| 5    | Hubert Schwab      | Quick Step    | 13    |

### Classifica sprint - Maglia rossa
| Pos. | Corridore        | Squadra      | Punti |
| ---- | ---------------- | ------------ | ----- |
| 1    | Łukasz Bodnar    | INT          | 24    |
| 2    | Murilo Fischer   | Liquigas     | 9     |
| 3    | Fabian Wegmann   | Gerolsteiner | 5     |
| 4    | Marzio Bruseghin | Lampre       | 3     |
| 5    | Markel Irizar    | EUS          | 2     |

### Classifica a squadre
| Pos. | Squadra               | Tempo     |
| ---- | --------------------- | --------- |
| 1    | Team CSC              | 92.39'12" |
| 2    | Caisse d'Epargne      | a 23"     |
| 3    | Rabobank              | a 1'28"   |
| 4    | Lampre-Fondital       | a 2'11"   |
| 5    | Quick Step-Innergetic | a 3'00"   |

## Punteggi UCI
| Pos.            | Corridore          | Squadra       | Punti |
| --------------- | ------------------ | ------------- | ----- |
| 1               | Johan Vansummeren  | Predictor     | 53    |
| 2               | Robert Gesink      | Rabobank      | 42    |
| 3               | Kim Kirchen        | T-Mobile Team | 36    |
| 4               | Fabian Wegmann     | Gerolsteiner  | 30    |
| 5               | Alessandro Ballan  | Lampre        | 25    |
| 6               | Pablo Lastras      | GCE           | 20    |
| 7               | Fränk Schleck      | Team CSC      | 15    |
| 8               | Danilo Di Luca     | Liquigas      | 10    |
| 9               | José Joaquín Rojas | GCE           | 9     |
| 10              | Danilo Napolitano  | Lampre        | 5     |
| 11              | Wouter Weylandt    | Quick Step    | 4     |
| 12              | Graeme Brown       | Rabobank      | 3     |
| Murilo Fischer  | Liquigas           | 3             |       |
| Filippo Pozzato | Liquigas           | 3             |       |
| David Kopp      | Gerolsteiner       | 3             |       |
| 16              | Tomas Vaitkus      | Discovery Ch. | 2     |
| Thomas Voeckler | Bouygues Tél.      | 2             |       |
| 18              | Marcus Burghardt   | T-Mobile Team | 1     |
| Saïd Haddou     | Bouygues Tél.      | 1             |       |
| Robert Förster  | Gerolsteiner       | 1             |       |

| Pos. | Squadra               | Punti |
| ---- | --------------------- | ----- |
| 1    | Team CSC              | 20    |
| 2    | Caisse d'Epargne      | 19    |
| 3    | Rabobank              | 18    |
| 4    | Lampre-Fondital       | 17    |
| 5    | Quick Step-Innergetic | 16    |
| 6    | Liquigas              | 15    |
| 7    | Predictor-Lotto       | 14    |
| 8    | Team Gerolsteiner     | 13    |
| 9    | Euskaltel-Euskadi     | 12    |
| 10   | Astana Team           | 11    |
| 11   | AG2R Prévoyance       | 9     |
| 12   | Bouygues Télécom      | 8     |

| Pos.    | Nazione     | Punti |
| ------- | ----------- | ----- |
| 1       | Belgio      | 57    |
| 2       | Lussemburgo | 51    |
| 3       | Italia      | 43    |
| 4       | Paesi Bassi | 42    |
| 5       | Germania    | 35    |
| 6       | Spagna      | 29    |
| 7       | Australia   | 3     |
| Brasile | 3           |       |
| Francia | 3           |       |
| 10      | Lituania    | 2     |